# Saint-Bonnet-des-Quarts
Saint-Bonnet-des-Quarts ist eine französische Gemeinde mit 338 Einwohnern (Stand: 1. Januar 2022) im Département Loire in der Region Auvergne-Rhône-Alpes. Sie gehört zum Arrondissement Roanne und zum Kanton Renaison. Die Einwohner werden Ouchois genannt.

## Geographie
Die Gemeinde Saint-Bonnet-des-Quarts liegt am Fluss Teyssonne in den Monts de la Madeleine, dem nordöstlichsten Ausläufer des Zentralmassivs an der Grenze zum Département Allier, etwa 20 Kilometer westnordwestlich von Roanne. Umgeben wird Saint-Bonnet-des-Quarts von den Nachbargemeinden Saint-Martin-d’Estréaux und Le Crozet im Norden, Changy im Nordosten, Ambierle im Osten und Südosten, Saint-Rirand im Süden, Saint-Nicolas-des-Biefs im Südwesten, Arfeuilles im Westen sowie Saint-Pierre-Laval im Nordwesten.

## Bevölkerungsentwicklung
| Jahr                       | 1962 | 1968 | 1975 | 1982 | 1990 | 1999 | 2011 | 2022 |
| Einwohner                  | 506  | 423  | 369  | 332  | 366  | 364  | 374  | 338  |
| Quellen: Cassini und INSEE |      |      |      |      |      |      |      |      |

## Sehenswürdigkeiten

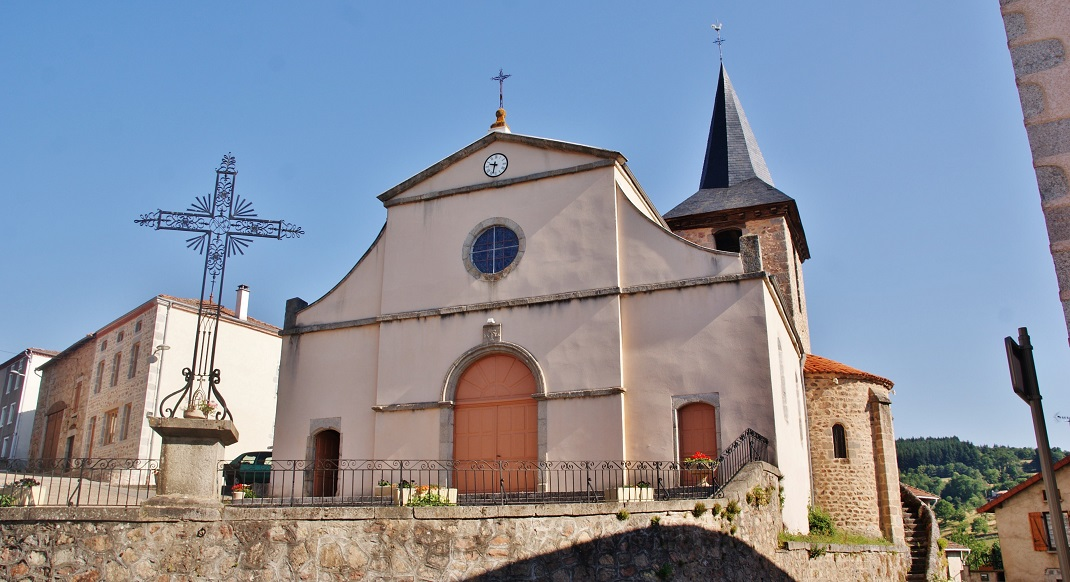
Kirche Saint-Bonnet
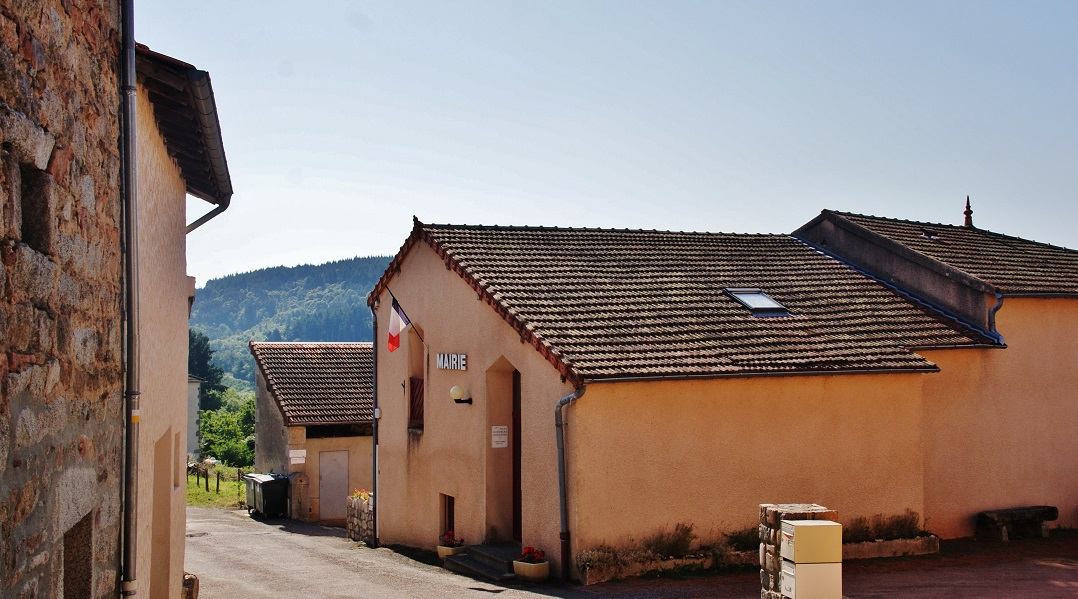
Mairie

- Kirche Saint-Bonnet
- Mairie